# مرا ببین
مرا ببین (ایتالیایی: Guardami) یک فیلم درام ایتالیایی به کارگردانی داویده فراریو است که در سال ۱۹۹۹ منتشر شد.
«مرا ببین» اقتباسی آزاد از زندگی موانا پوتسی است و نخستین بار در ۵۶مین جشنواره فیلم ونیز به‌نمایش درآمد.
این فیلم حاوی صحنه‌های آمیزش جنسی است و در زمان نمایش، باعت مناقشاتی اندک گردید.